# Чайрес, Артуро
Артуро Чайрес Ризо (исп. Arturo Chaires Rizo; 14 марта 1937, Гвадалахара — 18 июня 2020, Гвадалахара) — мексиканский футболист, участник чемпионатов мира (1962, 1966).

## Биография

### Клубная карьера
Чайрес всю свою карьеру играл в клубе «Гвадалахара», с которым были выиграны многочисленные трофеи, среди которых 5 чемпионатов и 2 Кубка Мексики, а также Кубок чемпионов КОНКАКАФ 1962 года.

### Карьера в сборной
В составе сборной Мексики был участником ЧМ-1962 и ЧМ-1966, на которых мексиканцы не смогли выйти из группы. Всего за сборную Мексики сыграл 22 матча, в которых не забил ни одного мяча.

### Смерть
Скончался 18 июня 2020 года в возрасте 83 лет.

## Достижения
«Гвадалахара»
- Чемпион Мексики (5): 1960/61, 1961/62, 1963/64, 1964/65, 1969/70
- Обладатель Кубка Мексики (2): 1963, 1970
- Обладатель Чемпион чемпионов Мексики (5): 1960, 1961, 1964, 1965, 1970
- Победитель Кубка чемпионов КОНКАКАФ (1): 1962